# Боголепов, Михаил Иванович
Михаил Иванович Боголепов (9 [21] января 1879 или 21 января 1879, Можайск, Московская губерния — 7 августа 1945, Москва) — русский и советский экономист, член-корреспондент Академии наук СССР (1939).

## Биография
Родился 9 (21) января 1879 в Можайске, Московской губернии, в семье священника.
Окончив Вифанскую духовную семинарию (1899), Михаил Боголепов приехал в Томск учиться на только что открытом в городе юридическом факультете университета, который окончил в 1903 году. Был оставлен в университете для подготовки к учёному званию по кафедре финансового права — приват-доцент юридического факультета (1907), исполняющий должность экстраординарный профессор (1910) и ординарный профессор (1911). В эти же годы преподавал в Томском университете.
Ученый считал, что развитие кредитного хозяйства, рост финансового капитала и биржевых оборотов, интернационализация экономики заставляют страны дорожить миром.
Затем Боголепов вместе со своим томским коллегой — профессором М. Н. Соболевым переехал в Харьковский университет, позже — с 1914 года, преподавал в Петербургском и Московском университетах. После Октябрьской революции учёный участвовал в комиссиях, связанных с национализацией банков, был экспертом при заключении мирных договоров России с Литвой и Польшей, являлся организатором и первым ректором Института народного хозяйства в Петрограде (1920—1922).
С 1937 года и по день своей смерти работал в Институте экономики АН СССР. За это время также трудился в Госплане СССР, был экспертом Правления Госбанка СССР, участвовал в разработке финансовой программы 1-й пятилетки.
Скончался 7 августа 1945 года в Москве. Похоронен на Новодевичьем кладбище (3-й участок, 47-й ряд).

## Семья
- Отец: Иоанн Николаевич Боголепов (1848—1902), сын дьякона, окончил духовную семинарию (1870). С 1874 г. священник Серпуховского уезда. Законоучитель. С 1897 г. — наблюдатель церковноприходских школ Можайского уезда. Делопроизводитель и казначей Кирилло-Мефодиевского братства.
  - Сестры: Мария (1877-?), Нина (1882-?), Лидия (1884-?), Александра (1887-?). Брат: Александр (1881-?).
- Жена — Мария Николаевна. Сын — Игорь (1904—1977).

## Награды
- Два ордена Трудового Красного Знамени (1936, 10.06.1945).

## Труды
- «Государственный долг» (1910),
- Боголепов М. И., Соболев М. Н. Очерки русско-монгольской торговли: С приложением 22 фотографий и торговой карты Монголии : Экспедиция в Монголию 1910 г. — Томск, 1911.
- «Война и народное хозяйство» (1915),
- «Валютный хаос» (1922),
- «Европа во власти кризиса» (1922),
- Бумажные деньги. — Пб.; М.: Центр. т-во «Кооперативное изд-во», 1922. — 111 с.
- «Финансовый план пятилетия» (1929).